# Красная мечеть (Уральск)
Красная мечеть (тат. Кызыл мәчет; Татарская), также Мечеть Тулбаева Мухаммед-Гарифа — каменная мечеть в татарской слободе Уральска. Построена в 1871 году. Памятник архитектуры местного значения.

## Архитектура
Здание двухэтажное, стены сложены из красного кирпича, межэтажное перекрытие, покрытие, стропила, полы — деревянные, кровля — шиферная. В северо-восточной части 1-го этажа покрытия сводчатые из кирпича. Внутри здания стены оштукатурены, снаружи кладка стен выполнена под расшивку, высокий карниз украшен «сухариками». Окна второго этажа высокие, полуциркульные. В связи с ориентацией мечети на Мекку, здание расположено под углом к окружающим её домам.

## История
Мечеть была построена в 1871 году в пределах татарской слободы города Уральск.
В 1877 году религиозный просветитель Мутыйгулла Тухватуллин заканчил обучение в Каире в университете аль-Азхар, и возвращаясь домой, остановился Уральске. Однако в итоге Тухватуллин остался в городе, где женился и стал имамом Красной мечети. Под его руководством были основаны передовые медресе для девочек, которым руководила его жена, и медресе для мальчиков — «Мутыгия».
В 1895—1907 годах в медресе «Мутыгия» учился будущий татарский писатель и общественный деятель — Габдулла Тукай. Мутыйгулла Тухватуллин дружил с отцом Габдуллы Тукая, однако с самим писателем познакомился только в Уральске, хотя оба были выходцами из под Казани. При медресе также состоялось знакомство Габдулла Тукая с сыном имама — Камилем Мутыги.
В 1920-х годах, с приходом советской власти, мечеть была закрыта и здание передали под артель инвалидов. С 1962 года в здание переехало ремесленное училище, в 1974 году в нём разместили общежитие для студентов ПТУ. За годы советской власти здание утеряло минарет. В 1980 году здание мечети было признано памятником архитектуры.
К 1990-м годам здание дошло в аварийном и захламлённом состоянии. Поднимался вопрос о его сносе. Для сохранения памятника в 2000 году предприниматель и председатель Татарского культурного центра в Уральске Ришат Хайруллин взял здание мечети на баланс своего предприятия. В 2005—2006 годах мечеть была восстановлена. 28 августа 2006 года мечеть была торжественно открыта.
После восстановления, мечеть официально стала называться «Мечеть Тулбаева Мухаммед-Гарифа», в честь последнего репрессированного имама.
В 2013 году историческую мечеть посетил Президент Татарстана Рустам Минниханов. При мечети находится также историческое здание медресе Ракыйбия, построенное во второй половине девятнадцатого века. В 2024 году оно было отреставрировано на средства нефтяной компании «Татнефть».